# Cacajao
Cacajao es un género de primates platirrinos de la familia Pitheciidae, conocidos con los nombres comunes de guacarís o uakarís. El nombre cacajao, posiblemente fue asignado por un vocablo indígena, el tupi, que fue adoptado por el portugués.

## Clasificación
Se reconocen cuatro especies del género Cacajao:
- Cacajao ayresi
- Cacajao calvus
  - Cacajao calvus calvus
  - Cacajao calvus ucayalii
  - Cacajao calvus rubicundus
  - Cacajao calvus novaesi
- Cacajao hosomi
- Cacajao melanocephalus

El nombre para el género, Cacajao, fue acuñado por Lesson en 1840. Hasta 2008, se reconocían 2 especies dentro del género cacajao, C. calvus y C. melanocephalus. En ese año se describieron dos nuevas especies  C. ayresi y C. hosomi.
Se sabe que para C. calvus y C. melanocephalus comparten el mismo número diploide de cromosomas (2n=45), y solo difieren en dos translocaciones Robertsonianas.

## Características

Cacajao Calvus

Los uakaris tienen la particularidad entre los platirrinos de tener la longitud de su cola (15-18 cm) considerablemente menor que la longitud de su cabeza y la de cuerpo (40-45 cm). Sus cuerpos están cubiertos de pelo largo, lacio pero sus cabezas son calvas. No tienen apenas grasa subcutánea, por lo que sus caras calvas aparecen casi con la forma del cráneo. Al igual que sus parientes más cercanos, los sakís, tienen incisivos inferiores proyectados.
Las cuatro especies de Uakari actualmente reconocidas, se encuentran en la cuenca superior del Río Amazonas. El uakari de cabeza negra se encuentra al norte del río, entre el río Branco y el río Japurá. El uakari calvo se encuentra al sur de Amazonas, del otro lado del Japurá.
Los uakaris son de actitud típicamente letárgica y silenciosa en condiciones de cautiverio, pero en su hábitat natural, son ágiles y activos, capaces de saltos de más de 6 metros. Han sido observados tanto en pequeños grupos como en agrupaciones más grandes, de hasta 100 integrantes. Trasladándose por los bosques, se mueven por las ramas inferiores, aunque también se acercan a las copas. Se alimentan de fruta, frutos secos, brotes y hojas.
Henry Walter Bates, zoólogo del siglo diecinueve, constató que los indios americanos capturaban uakaris vivos disparando dardos o flechas con Curare diluido; una vez capturados, los animales eran reanimados poniendo un pellizco de la sal en sus lenguas. Aquellos animales que sobrevivieron eran tomados como animales domésticos.